# Napoleone Colajanni (1926)
Napoleone Colajanni (Catania, 9 maggio 1926 – Roma, 8 giugno 2005) è stato un politico italiano.

## Biografia
Laureato in ingegneria, come il fratello Benedetto, si dedicò in particolare ai problemi dell'economia. Ha insegnato per qualche tempo economia alla Luiss (Libera Università Internazionale degli Studi Sociali) a Roma.
Omonimo del nonno, fondatore del Partito Repubblicano Italiano, venne influenzato dalle idee progressiste e meridionaliste della sua famiglia per poi iscriversi, dopo la Liberazione dell'Italia dal fascismo, al Partito Socialista Italiano di Unità Proletaria (PSIUP), e aderendo al gruppo di Iniziativa Socialista.
Nel 1947, anno della scissione dallo PSIUP di Giuseppe Saragat, entrò nel Partito Comunista Italiano (PCI) assieme ad altri socialisti ed intellettuali palermitani. Tra il 1950 e il 1951 il vicesegretario del partito in Sicilia, Paolo Bufalini gli offrì la carica di funzionario. Divenne segretario della federazione di Caltanissetta, poi di quella di Palermo, quindi dirigente regionale.
Dentro il PCI (di cui, dal 1960, fu membro del Comitato Centrale) iniziò a schierarsi su posizioni anti-staliniste e poi riformiste (miglioriste); fu particolarmente contrario alla regola interna del centralismo democratico, che imponeva a ogni esponente del partito di attenersi alla linea politica di maggioranza.
Nel 1968 fu eletto deputato, e più tardi senatore (fino al 1987). Espresse lodi al segretario del PSI Bettino Craxi (anche se guidò tenacemente l'ostruzionismo al Senato al decreto sulla scala mobile dello stesso governo Craxi), ed era un frequentatore del banchiere Enrico Cuccia. Fu inoltre favorevole alla costruzione di centrali nucleari. Fu il primo a criticare duramente Enrico Berlinguer, tre anni dopo la sua morte; inoltre non ebbe buoni rapporti col suo successore Alessandro Natta.
In linea col suo atteggiamento ribelle, nel 1988 votò contro l'elezione di Achille Occhetto a segretario del PCI, scrivendo persino un libro contro di lui (La resistibile ascesa di Achille Occhetto). Uscì dal Comitato Centrale del partito, di cui non rinnovò più la tessera dal 1989: questo pur essendo sempre stato favorevole al cambiamento del nome del PCI, che infatti si sarebbe trasformato più tardi in PDS. Iniziò così a dedicarsi all'attività di pubblicista e scrittore, scrivendo numerosi libri e articoli (collaborando con il Corriere della Sera e  Il Sole 24 Ore), non abbandonando le sue idee riformiste e socialiste democratiche.
Durante l'inchiesta Mani Pulite si comportò da garantista, attaccando quelli che per lui erano "eccessi" della magistratura. Ha criticato a più riprese Massimo D'Alema, subentrato a Occhetto alla guida del PDS (poi DS), e i suoi successori Walter Veltroni e Piero Fassino.
Da sempre amico di Emanuele Macaluso (come lui "migliorista"), ha fondato con lui nel 1995 il mensile Le nuove ragioni del socialismo, da cui si è distaccato nel 2002.
Il 25 settembre 2000 ha confessato, al quotidiano La Sicilia,  di aver ricevuto alla fine degli anni cinquanta finanziamenti da appaltatori sospettati di vicinanza a Cosa Nostra quando guidava la federazione palermitana del PCI.
Due settimane prima della sua morte (era già gravemente malato) scrisse un ultimo articolo su Il Sole 24 Ore, in cui sosteneva l'incapacità di centro-destra e centro-sinistra di far uscire l'Italia dalla crisi economica.

## Opere
- Ultimo viene il sud, S.l., a cura della Sezione centrale stampa e propaganda del PCI, 1967.
- La questione meridionale negli anni '70. La politica del PCI, S.l., a cura della Sezione centrale stampa e propaganda del PCI, 1970.
- La crisi del dollaro, Roma, a cura della Sezione centrale stampa e propaganda del PCI, 1971.
- Politica e affari nella crisi Montedison, Roma, A cura del gruppo comunista del Senato, 1973.
- Riconversione, grande impresa, partecipazioni statali, Milano, Feltrinelli, 1976.
- Programmare in Italia. Come, cosa, con chi?, Bari, De Donato, 1979.
- L'economia italiana tra ideologia e programmi, Roma-Bari, Laterza, 1982.
- Comunisti al bivio. Cambiare fino in fondo o rassegnarsi al declino, Milano, A. Mondadori, 1987.
- Un programma migliorista, Milano, SugarCo, 1988.
- La resistibile ascesa di Achille Occhetto, Firenze, Ponte alle Grazie, 1989.
- L'economia italiana dal dopoguerra a oggi, 1990
- Il capitalismo senza capitale, 1991
- I pentiti del socialismo, 1992
- Il mezzogiorno, la società e lo Stato italiano, 1993
- La Cina contemporanea. 1949-1994, Roma, Tascabili economici Newton, 1994.
- Storia della banca in Italia. Da Cavour a Ciampi, Roma, Tascabili economici Newton, 1995.
- Mani pulite? Giustizia e politica in Italia, 1996
- Dov'è la sinistra? Critica della terza via, 2000
- Il miracolo americano. Un modello per l'Europa?, 2000
- Un uomo, una banca (storia di Mediobanca ed Enrico Cuccia), 2000
- Riformisti senza riforme (con Marcello Villari), 2004
- Capitalismi, 2006